# Associação das Federações Esportivas Internacionais Reconhecidas pelo COI
A Associação das Federações Esportivas Internacionais Reconhecidas pelo COI (em inglês:  Association of IOC Recognised International Sports Federations, ARISF) é uma organização não governamental, sem fins lucrativos, constituída e reconhecida pelo Comitê Olímpico Internacional (COI). Os membros da ARISF são federações esportivas internacionais reconhecidas pelo COI que atualmente não competem nas Olimpíadas de Verão ou de Inverno. Tornar-se membro desta organização não implica ou garante que o esporte será incluído em futuros jogos olímpicos.
Entre os objetivos da ARISF estão: atuar como porta-voz para defender e coordenar os interesses comuns de seus membros, mantendo sua autoridade, independência e autonomia, determinar o consenso das federações membros sobre questões de interesse comum em relação ao Movimento Olímpico e garantir a maior participação possível nas atividades do COI.
Com sede na cidade suíça de Lausanne, foi formada em 1983. É dirigida por Raffaele Chiulli, que é o presidente da ARISF.

## Conselho da ARISF
O Conselho é composto por um Presidente, Vice-Presidente, Secretário-Geral e três membros, todos de diferentes federações desportivas.
| Designação          | Nome              | País           | Federação Desportiva                            |
| ------------------- | ----------------- | -------------- | ----------------------------------------------- |
| Presidente          | Raffaele Chiulli  | Itália         | Federação Mundial de Motonáutica                |
| Vice-Presidente     | Fernando Aguerre  | Argentina      | Associação Internacional de Surfe               |
| Secretário Geral    | Riccardo Fraccari | Itália         | Confederação Mundial de Beisebol e Softbol      |
| Membros do Conselho | Keith D. Calkins  | Estados Unidos | Federação Internacional de Raquetebol           |
| Membros do Conselho | Clare Briegal     | Reino Unido    | World Netball                                   |
| Membros do Conselho | Anna Arzhanova    | Rússia         | Confederação Mundial de Atividades Subaquáticas |

## Membros
As seguintes 42 organizações dirigentes são membros da ARISF. O p entre a data significa reconhecimento provisório, enquanto a data sozinha significa reconhecimento total.
| Esporte                       | Federação Desportiva Internacional (ISF)                     | Ano de Dundação da ISF | Data de Reconhecimento                   | Website                      |
| ----------------------------- | ------------------------------------------------------------ | ---------------------- | ---------------------------------------- | ---------------------------- |
| Desportos Aéreos              | Fédération Aéronautique Internationale (FAI)                 | 1905                   |                                          | FAI.org                      |
| Futebol Americano             | International Federation of American Football (IFAF)         | 1998                   |                                          | IFAF.org                     |
| Automobilismo                 | Fédération Internationale de l'Automobile (FIA)              | 1904                   | p2011 – p2013                            | FIA.com                      |
| Bandy                         | Federação Internacional de Bandy (FIB)                       | 1955                   | p2001 - 2004                             | InternationalBandy.com       |
| Beisebol, Softbol e Beisebol5 | Confederação Mundial de Beisebol e Softbol (WBSC)            | 2013                   |                                          | wbsc.org                     |
| Bilhar                        | Confederação Mundial de Esportes de Bilhar (WCBS)            | 1992                   | pJulho de 1996 – p5 de Fevereiro de 1998 | Billiard-WCBS.org            |
| Boules                        | Confédération Mondiale des Sports de Boules (CMSB)           | 1985                   |                                          | CMSBoules.org;               |
| Boliche                       | Federação Internacional de Boliche (IBF)                     | 1952                   | 1979                                     | bowling.sport                |
| Bridge                        | Federação Mundial de Bridge (WBF)                            | 1958                   |                                          | WorldBridge.org              |
| Cheerleading                  | International Cheer Union (ICU)                              | 2004                   | 6 December 2016                          | CheerUnion.org               |
| Xadrez                        | Fédération Internationale des Échecs (FIDE)                  | 1924                   | 1999                                     | FIDE.com                     |
| Críquete                      | Conselho Internacional de Críquete (ICC)                     | 1909                   | 2009                                     | ICC-Cricket.com              |
| Dança Esportiva               | Federação Mundial de Dança Esportiva (WDSF)                  | 1957                   | 1997                                     | WorldDanceSport.org          |
| Floorball                     | Federação Internacional de Floorball (IFF)                   | 1986                   |                                          | Floorball.org                |
| Disco                         | Federação Mundial de Disco (WFDF)                            | 1985                   | pMaio de 2013 – p2 de Agosto de 2015     | WFDF.org                     |
| Ice stock sport               | Federação Internacional de Icestocksport (IFI)               | 1983                   |                                          | Icestocksport.com            |
| Caratê                        | Federação Mundial de Caratê (WKF)                            | 1990                   |                                          | WKF.net                      |
| Kickboxing                    | Associação Mundial de Organizações de Kickboxing (WAKO)      | 1977                   |                                          | WAKO.sport                   |
| Corfebol                      | International Korfball Federation (IKF)                      | 1933                   |                                          | IKF.org                      |
| Lacrosse                      | World Lacrosse (WL)                                          | 2008                   |                                          | worldlacrosse.sport          |
| Salvamento                    | Federação Internacional de Salvamento Aquático (ILSF)        | 1993                   |                                          | ILSF                         |
| Motociclismo                  | Federação Internacional de Motociclismo (FIM)                | 1904                   | p1998 – p2000                            | FIM-live.com                 |
| Alpinismo                     | União Internacional das Associações de Alpinismo (UIAA)      | 1932                   |                                          | TheUIAA.org                  |
| Muay Thai                     | Federação Internacional de Muay Thai Amador (IFMA)           | 1993                   | 6 de dezembro de 2016                    | IFMAMuayThai                 |
| Netball                       | World Netball                                                | 1960                   | pOutubro de 1993 – p1995                 | Netball.sport                |
| Orientação                    | Federação Internacional de Orientação (IOF)                  | 1961                   |                                          | Orienteering.org             |
| Pelota Basca                  | Federação Internacional de Pelota Basca (FIPV)               | 1929                   |                                          | FIPV.net                     |
| Polo                          | Federação Internacional de Polo (FIP)                        | 1982                   |                                          | FIPPolo.com                  |
| Motonáutica                   | União Internacional de Motonáutica (UIM)                     | 1922                   |                                          | uim.sport                    |
| Raquetebol                    | Federação Internacional de Raquetebol (IRF)                  | 1979                   |                                          | InternationalRacquetball.com |
| Esportes de Patinação         | World Skate (WS)                                             | 1924                   |                                          | Worldskate.org               |
| Sambo                         | Federação Internacional de Sambo (FIAS)                      | 1984                   |                                          | Sambo.sport                  |
| Esqui-Alpinismo               | Federação Internacional de Esqui Alpinismo (ISMF)            | 2008                   |                                          | ISMF-Ski.org                 |
| Escalada Esportiva            | Federação Internacional de Escalada Esportiva (IFSC)         | 2007                   |                                          | IFSC-Climbing.org            |
| Squash                        | Federação Mundial de Squash (WSF)                            | 1967                   |                                          | WorldSquash.org              |
| Sumo                          | Federação Internacional de Sumô (IFS)                        | 1992                   |                                          | ifs-sumo.org/                |
| Surfe                         | Associação Internacional de Surfe (ISA)                      | 1964                   |                                          | ISASurf.org                  |
| Cabo de Guerra                | Federação Internacional de Cabo de Guerra (TWIF)             | 1960                   |                                          | TugOfWar-TWIF.org            |
| Esportes Subaquáticos         | Confederação Mundial de Atividades Subaquáticas (CMAS)       | 1959                   |                                          | CMAS.org                     |
| Esportes Universitários       | Federação Internacional do Esporte Universitário (FISU)      | 1949                   |                                          | FISU.net                     |
| Esqui Aquático                | Federação Internacional de Esqui Aquático e Wakeboard (IWWF) | 1946                   |                                          | IWSF.com                     |
| Wushu                         | Federação Internacional de Wushu (IWUF)                      | 1990                   |                                          | IWUF.org                     |

1. ↑  Formada pela fusão da Federação Internacional de Beisebol, fundada em 1938, e da Federação Internacional de Softbol, criada em 1952.
2. ↑  Formada pela fusão da Federação Internacional das Associações Femininas de Lacrosse, fundada em 1972, e da Federação Internacional de Lacrosse masculina, criada em 1974.

## Antigos membros
| Esporte     | Federação                              |
| ----------- | -------------------------------------- |
| Golfe       | Federação Internacional de Golfe (IGF) |
| Rugby Union | Conselho Internacional de Rugby (IRB)  |